# Postgeschichte und Briefmarken der Antarktis
Die Postgeschichte der Antarktis umfasst das Postwesen der Forschungsstationen auf dem antarktischen Kontinent und seinen vorgelagerten Inseln sowie des subantarktischen Südgeorgien und der Südlichen Sandwichinseln, die zwar politisch nicht mehr zur Antarktis gehören, aber lange Zeit mit Teilen der Antarktis ein gemeinsames Postgebiet bildeten.
Die ersten nachweisbaren Postsendungen aus der Antarktis stammen wahrscheinlich von der deutschen Gauß-Expedition 1901–03. Das erste Postamt in der Antarktis wurde 1904 auf Laurie Island in einer Station eingerichtet, die Argentinien von der Scottish National Antarctic Expedition übernommen hatte. Das Postamt war nur eine Saison in Betrieb und wurde im Frühjahr 1905 geschlossen. Die ersten von Neuseeland für die Antarktis herausgegebenen Briefmarken, wurden während Ernest Shackletons Nimrod-Expedition 1908/09 verwendet.
Im 21. Jahrhundert unterhalten die meisten großen Forschungsstationen Postämter für ihr Personal und Touristen; auf den Stationen Australiens, Frankreichs, Großbritanniens und Neuseelands werden speziell für die von ihnen beanspruchten Antarktisterritorien gedruckte Briefmarken verwendet. Daneben betreiben andere Staaten mit oder ohne Gebietsansprüchen Postämter, die Marken des Mutterlandes verwenden. Da die ganzjährig besetzen Stationen inzwischen mit moderner Satellitenkommunikation ausgestattet sind, wird die Briefpost im Wesentlichen aus philatelistischem Interesse und um einen Teil der Verwaltungsausgaben aus dem Briefmarkenverkauf decken zu können, weitergeführt.

## Expeditionen vor dem Zweiten Weltkrieg

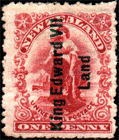
Briefmarke für die Nimrod-Expedition

Die erste Expedition, die mit speziellen Briefmarken ausgerüstet wurde, war die Nimrod-Expedition 1907–09 von Ernest Shackleton. Shackleton wurde als Postbeamter vereidigt und erhielt 23.492 neuseeländische Briefmarken zu 1 Cent, die den vertikalen Aufdruck KING EDWARD VII LAND erhalten hatten. Die Marken wurden allerdings an Bord der Nimrod und in der Hütte der Expedition am McMurdo-Sund verwendet, da Shackleton nicht wie beabsichtigt und mit Robert Falcon Scott vereinbart, im King Edward VII Land überwintern konnte.
Die Briefmarken dienten nicht nur dem Postverkehr, sondern wurden in großen Mengen nach der Expedition gestempelt oder postfrisch an Sammler verkauft, um einen Teil der Expeditionskosten zu decken. Noch 2001 befanden sich ein kompletter, gestempelter Bogen und Bogenteile dieser Marke im Nachlass Shackletons, die bei einer Auktion mit weiteren postalischen Utensilien, wie einem Registrierheft für Einschreibebriefe, versteigert wurden.

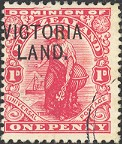
Briefmarke für die Terra-Nova-Expedition

Eigene Briefmarken erhielt 1910 auch die Terra-Nova-Expedition. Robert F. Scott wurde als Postbeamter vereidigt, der Sekretär der Expedition, Francis Drake, als sein Stellvertreter. Die Expedition erhielt 200 Bogen zu 120 Exemplaren der zeitgenössischen 1-Penny-Marke von Neuseeland mit dem waagerechten Aufdruck VICTORIA LAND. Weil der Posttarif zu einigen Ländern 2½ Pence betrug, wurden 1912 noch 20 Bogen zu 120 Marken der ½-Penny-Marke mit dem gleichen Aufdruck versehen und mit einem Versorgungsschiff in die Antarktis gesandt.
Die Ausgabe spezieller Marken für eine Antarktisexpedition wurde bis in die 1940er Jahre nicht fortgesetzt, Post aus der Antarktis wurde in diesem Zeitraum meist mit besonderen Stempeln (Cachets) oder aufklebbaren Vignetten versehen und mit normalen Briefmarken der von den Expeditionsschiffen angelaufenen Ländern freigemacht.

## Operation Tabarin
Die Operation Tabarin war ein gemeinsam von der britischen Admiralität und dem Kolonialministerium durchgeführtes Unternehmen in den Jahren 1944/45. Durch das Unternehmen sollte einerseits verhindert werden, dass U-Boote und Schiffe der Achsenmächte und Japans geheime Basen an der antarktischen Halbinsel und den vorgelagerten Inseln anlegen, andererseits sollte der britische Anspruch auf das Territorium vor allem gegenüber Argentinien und Chile unterstrichen werden, nachdem diese Staaten eigene Ansprüche auf Teile der seit 1908 von Großbritannien beanspruchten Teile der Antarktis erhoben hatten. Im Rahmen der Operation wurden vier Stationen angelegt, die mit Briefmarken der Falklandinseln ausgestattet waren, die einen Aufdruck erhielten. In Betrieb waren die Stationen A (Port Lockroy, Grahamland), B (Deception Island, Südliche Shetlandinseln), C (Sandefjord Bay, Südliche Orkneyinseln), D (Hope Bay, Grahamland), sowie ein Postamt auf Südgeorgien. Nach Kriegsende wurde die Verantwortung für die Stationen vollständig auf das Kolonialministerium übertragen und die militärische Operation Tabarin in den zivilen Falkland Islands Dependencies Survey (FIDS) überführt.

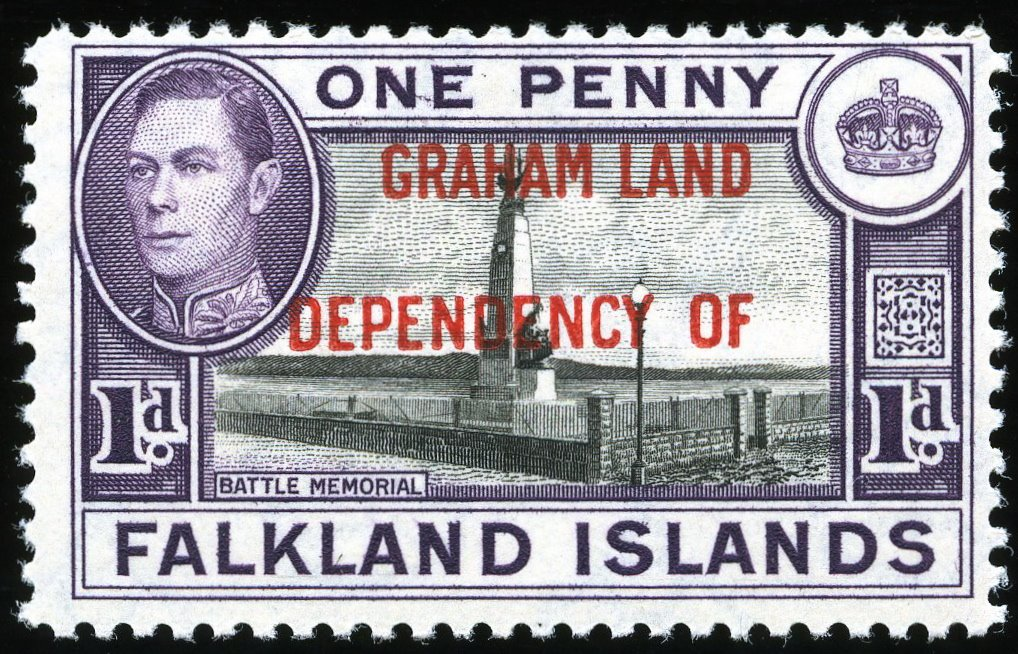
Marke von Grahamland
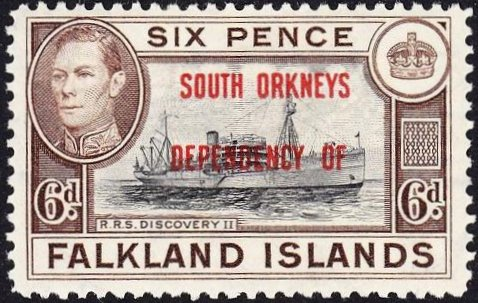
Marke der Südlichen Orkneyinseln
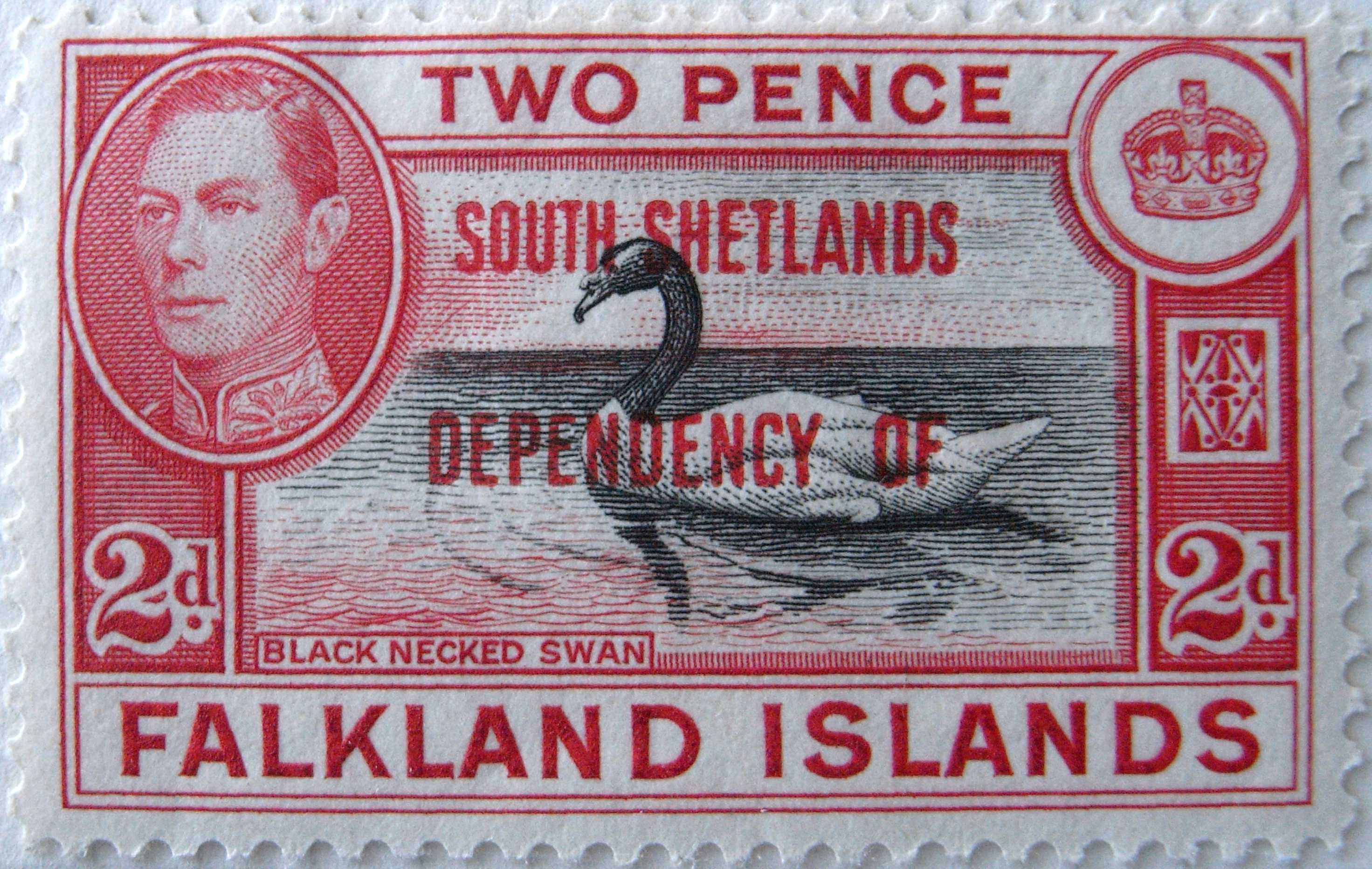
Marke der Südlichen Shetlandinseln

## Ausgaben der Anspruchsstaaten
Derzeit (Stand September 2019) geben Australien, Frankreich, Neuseeland und Großbritannien spezielle Briefmarken für die von ihnen beanspruchten Gebiete in der Antarktis heraus. Verwendet werden diese Briefmarken nur auf den Stationen dieser Staaten in den jeweils von ihnen beanspruchten Sektoren, wohingegen Stationen anderer Staaten – soweit sie Stations-Postämter betreiben – Marken ihrer staatlichen Post benutzen. Die Staaten Argentinien und Chile, die mit Großbritannien und untereinander überlappende Sektoren beanspruchen, betreiben auf ihren Stationen ebenfalls Postämter, die normale argentinische, bzw. chilenische Briefmarken benutzen. Einige Antarktisstationen, unter anderen auch die deutsche Neumayer-Station, besitzen kein Postamt, sondern wickeln anfallende Briefpost über die Bordpostämter der Forschungs- und Versorgungsschiffe ab.

### Britische Ausgaben

#### Falkland Island Dependencies

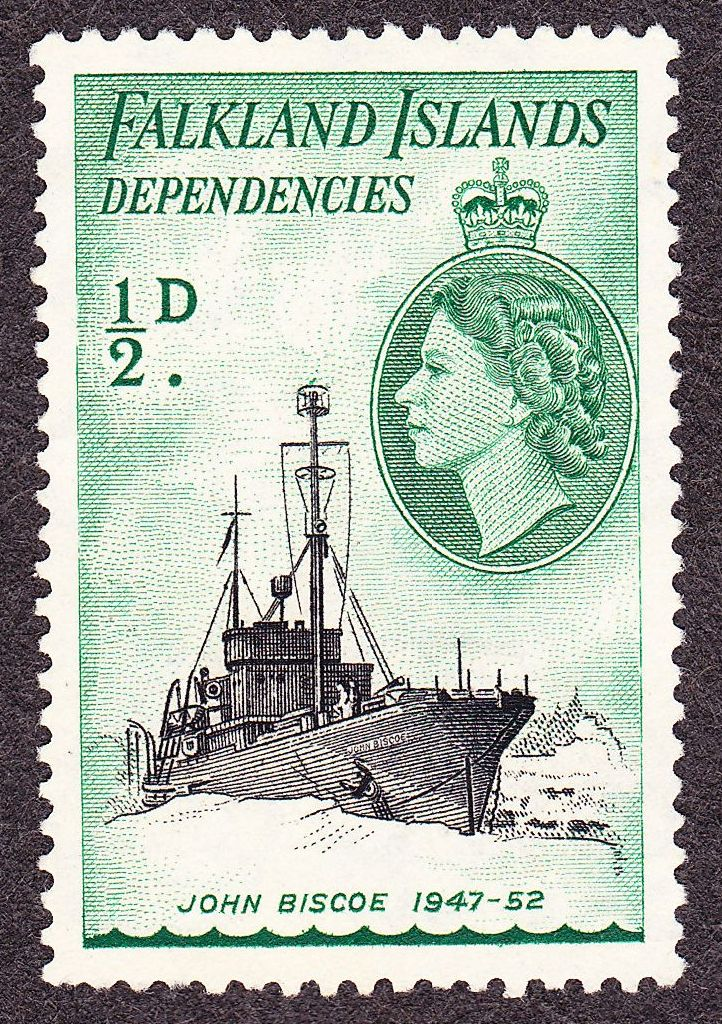
½-Penny-Marke von 1954 mit Abbildung des Forschungsschiffes John Biscoe

Nach dem Ende der Operation Tabarin gelangten der britisch beanspruchte Festlandsanteil Antarktikas und die vorgelagerten Inselgruppen einschließlich Südgeorgiens und der Südlichen Sandwichinseln als Nebengebiet unter die Verwaltung der Falklandinseln. 1946 erschien eine erste Serie mit der Landesbezeichnung Falkland Island Dependencies, die eine Karte des Gebietes und das Porträt König George VI. ausweist. Die letzten Briefmarken für die Dependencies war eine Sonderausgabe für die Commonwealth Trans-Antarctic Expedition 1955–58. Zu dieser Zeit bestand auch die größte Zahl an gleichzeitig offenen Postämtern, nämlich auf 13 Antarktis-Stationen, sowie King Edward Point auf Südgeorgien und eine Station auf Bird Island.

#### Südgeorgien

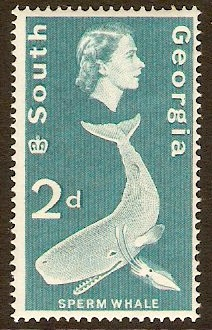
Marke Südgeorgiens zu 2 Pence aus der Serie von 1963

Die Postgeschichte Südgeorgiens reicht bis ins Jahr 1909 zurück, als James Innis Wilson Inselmagistrat wurde und mit der Errichtung eines Postamtes in Grytviken betraut wurde. Zur Verwendung kamen Marken der Falklandinseln, die auch mit einem Stempel der Falklandinseln entwertet wurden, auf dem Brief wurde jedoch zusätzlich ein Stempelabdruck SOUTH GEORGIA angebracht, um die Verwendung in Südgeorgien zu dokumentieren. Bei den ersten beiden Postfahrten des Dampfers Cachalot von Südgeorgien nach Port Stanley im Dezember 1909 und Februar 1910, wurden über 1000, bzw. 1134 Briefe und 339 bzw. 406 Postkarten transportiert, von denen etwa 85 % nach Norwegen, der Heimat der auf Südgeorgien stationierten Walfänger adressiert waren. Bezahlt werden konnten die Briefmarken sowohl in britischer Währung, als auch in norwegischer Währung zum Kurs 1 Krone = 1 Shilling.
Im Jahre 1911 schlug der Magistrat die Einführung eigener Briefmarken vor, was aber von der Verwaltung der Falklandinseln abgelehnt wurde. 1944 erhielt Südgeorgien die ersten acht Briefmarken im Rahmen der Operation Tabarin, es handelte sich um Werte von ½ Penny bis 9 Pence der gängigen Freimarken der Falklandinseln mit dem Aufdruck South Georgia / Dependency of, das mit dem unten stehenden Landesnamen Falkland Island als Südgeorgien / Nebengebiet der Falklandinseln zu lesen war. Von 1946 bis 1963 verwendete Südgeorgien die Briefmarken der Falkland Island Dependencies. Nach der Abtrennung des Britischen Antarktisterritoriums erhielt Südgeorgien 1963 wieder eigene Briefmarken mit der Landesbezeichnung South Georgia. Von 1980 bis 1985 waren wieder Briefmarken mit der Landesbezeichnung Falkland Island Dependencies in Umlauf, in diesen Zeitraum fiel auch die Phase der argentinischen Besetzung während des Falkland-Krieges und der kurzzeitigen Schließung des Postamtes bis zur Beseitigung der Kriegsschäden Anfang 1984.
1985 erfolgte eine Reorganisation der britischen Überseeterritorien mit der Errichtung eines eigenständigen Territoriums Südgeorgien und die Südlichen Sandwichinseln; dieser Landesname erscheint seitdem auf den Ausgaben, die von den Crown Agents beschafft werden. Das derzeit einzige Postamt wird in King Edward Point betrieben.

#### Britisches Antarktisterritorium

Briefmarke des British Antarctic Territory von 1999 mit einer Darstellung des geologischen Aufbaues der antarktischen Halbinsel

Das international nicht anerkannte Britische Antarktisterritorium wurde 1962 geschaffen, um die vom Antarktisvertrag betroffenen Gebiete administrativ von den Falklandinseln zu trennen. Die erste Briefmarkenserie von 1963 bestand aus 15 Werten, die Schiffe und ein Porträt von Königin Elisabeth II. zeigen. Die Marken wurden in britischer Währung ausgezeichnet, daher erfolgte 1971 wie in Großbritannien die Dezimalisierung, was einige Marken mit provisorischem neuen Wertaufdruck erforderlich machte. Briefmarken des Britischen Antarktisterritoriums werden von den Besatzungen und Besuchern der Forschungsstationen Faraday (bis 1996), Fossil Bluff, Halley, Port Lockroy, Rothera, Signy (bis 1996) und Sky Blu benutzt. Alle Stationen verwenden die gleiche Postleitzahl nach britischem Muster BIQQ 1ZZ. Die Postbeförderung erfolgt in der Regel per Schiff bis Port Stanley auf den Falklandinseln, wo der Leiter des Postdienstes („The Antarctic Postman“) stationiert ist und von dort per Flugzeug nach Großbritannien. Der Verkauf von Briefmarken deckt, neben den Einnahmen aus der Einkommensteuer der Stationbesatzungen, die Verwaltungskosten für das Territorium.

### Französisches Süd- und Antarktisgebiet
Die Französischen Süd- und Antarktisgebiete umfassen das Adélieland sowie den Kerguelen-Archipel, die Inseln Amsterdam und Sankt-Paul, die Crozetinseln und seit 2007 die Îles Éparses. Bis 1955 wurden diese unbewohnten Gebiete vom Gouverneur des damals französischen Madagaskar verwaltet. Die erste Briefmarke gab die Postverwaltung Madagaskars für eine französische Expedition heraus, die von 1948 bis 1952 das Adelieland erkundete. Es handelt sich um eine Flugpostmarke zu 100 Francs mit dem roten, dreizeiligen Aufdruck TERRE ADÉLIE / DUMONT D’URVILLE / 1840, die für die Expeditionsmitglieder gedacht war, aber auch am Sammlerschalter in Tananarive verkauft wurde und in Madagaskar gültig war. Die Katalogisierung dieser Marke ist uneinheitlich, in vielen Katalogen wird diese Marke als Vorläufer der Ausgaben für die Französischen Süd- und Antarktisgebiete gelistet, der Michel-Katalog führt sie als Ausgabe Madagaskars.
Erst nach der Ausgliederung der Französischen Süd- und Antarktisgebiete aus der Kolonie Madagaskar am 6. August 1955 entstand ein neues Postgebiet. Für Expeditionen und Forschungsstationen gab die französische Post ab Oktober 1955 spezielle Marken mit der Landesbezeichnung TERRES AUSTRALES ET ANTARCTIQUES FRANÇAISES heraus. Die erste Marke war eine provisorische 15-Francs-Marke von Madagaskar mit entsprechendem Aufdruck der Landesbezeichnung. Seither werden jährlich meist mehrere Briefmarkenserien mit Bezug zu lokalen Themen ausgegeben. Bis Ende 1974 war der Réunion-Franc offizielles Zahlungsmittel in den Französischen Süd- und Antarktisgebieten, von 1975 bis 2001 wurden Briefmarken gegen Französische Franc abgegeben, seit 2002 wird im Territorium der Euro verwendet.
Neben dem Postamt der Dumont-d’Urville-Station in Adelieland, existieren noch neun weitere Postämter auf den Inseln außerhalb der Antarktis.

### Ross-Nebengebiet
Die ersten vier Briefmarken für das Ross-Nebengebiet erschienen am 11. Januar 1957 und wurden auf der neuseeländischen Scott Base und den Mitgliedern der Commonwealth Trans-Antarctic Expedition verwendet. Diese Marken konnten bis 1967 auf der Scott Base verwendet werden; sie wurden nach der Umstellung von Neuseeland-Pfund auf Neuseeland-Dollar 1967 mit neuer Währungsangabe herausgegeben. Die neuseeländische Post verausgabte bis 1987 in Zeitabständen von mehreren Jahren zwei weitere Serien für die Antarktisstation. Im Zuge von Rationalisierungsmaßnahmen wurde das Postamt der Scott Base 1987 geschlossen und Expeditionspost wurde in Christchurch abgefertigt. Von 1987 bis 1994 erschien jährlich ein Briefmarkensatz der neuseeländischen Post mit der doppelten Landesbezeichnung New Zealand - Ross Dependency, ohne dass die Verwendung dieser Marken für Post aus dem Ross-Nebengebiet vorgeschrieben war. Diese Marken wurden wie alle anderen Ausgaben der Post in Neuseeland verwendet und sind auch unter der Landesbezeichnung Neuseeland in den Briefmarkenkatalogen gelistet. Ab 1994 wurde das Postamt der Scott Base wieder geöffnet, seitdem gibt die neuseeländische Post jährlich eine Serie von Briefmarken der gängigsten Wertstufen heraus, deren Motive die Natur der Antarktis oder die Erforschung des Kontinents zum Thema haben.

### Australisches Antarktisterritorium

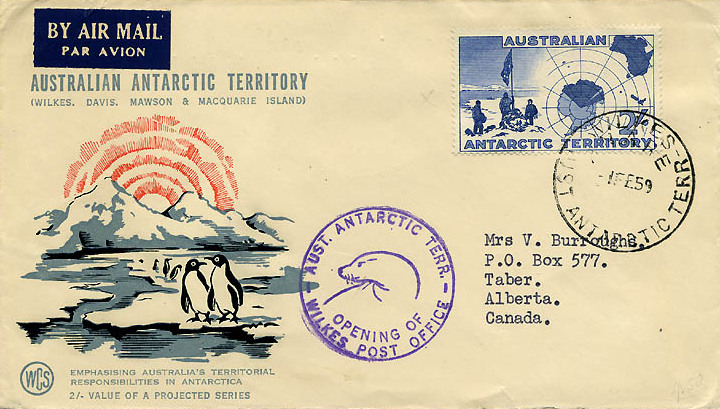
Briefumschlag mit einer Marke des australischen Antarktisgebietes

Die erste Briefmarke für das Australische Antarktisterritorium erschien am 27. März 1957 und zeigt eine Gruppe von Wissenschaftlern bei der Hissung der australischen Flagge. Postämter bestehen oder bestanden auf den Stationen Davis, Mawson, Casey, Wilkes und Macquarie. Briefmarken des australischen Antarktisterritoriums sind auch in Australien gültig und kommen daher mit australischen Poststempeln vor. In der Regel erscheint pro Jahr ein Briefmarkensatz zu Themen antarktischer Natur, Forschung oder Geschichte. 1966 erfolgte die Umstellung vom Australischen Pfund zum Australischen Dollar, der durch die Änderung der Währungsangaben auf den Briefmarken dokumentiert ist. Die Antarktisstationen Australiens haben die Postleitzahl 7151.